# 中央电视台电视文化中心火灾
中央电视台电视文化中心火灾是中國北京中央电视台电视文化中心的一场特别重大火灾。失火的大楼位于北京市朝阳区东三环中路32号，中央电视台新址主楼的北侧，原定于2008年投入使用。

## 经过
2009年2月9日晚上8时27分，中央电视台新大楼北配楼工地发生火灾，火焰高达6－9米，火光照亮数十公里外，整栋建筑物付之一炬。火灾现场共救出30多名伤患，分送北京各大医院。火灾燃烧近6个小时后，于凌晨2时救熄。
据北京市公安局消防局2009年2月10日通报，火灾发生原因是业主单位中国中央电视台不听警方劝阻，违法燃放烟花。北京市公安局消防局副局长、新闻发言人骆原称，9日晚“中央电视台新台址建设工程办公室”雇用“浏阳三湘烟花制造有限公司”在北配楼西南角空地燃放了数百枚礼花弹。此类礼花弹属于A类烟花，必须经北京市人民政府批准方可燃放，而中央电视台并未获得批准。燃放经过有4台摄像机进行拍摄，燃放人员和礼花弹箱体已经被警方监控并取证。

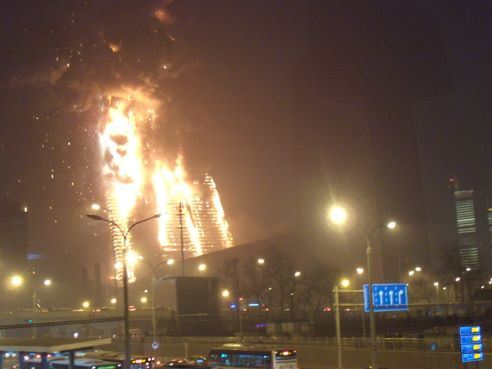
失火现场

消防指挥中心接到报警后，迅速调派16个中队、54辆消防车赶赴现场。中共中央政治局委员兼中共北京市委书记刘淇、中共北京市委副书记兼北京市市长郭金龙等市领导赶赴现场指挥扑救。中共中央政治局委员兼中共中央宣传部部长刘云山、中国中央电视台台长赵化勇也及时赶到现场。
大火燃烧时，附近有数千民众围观，现场手机讯号一度中断。有居民称，该晚元宵节，北京多处放烟花，央视新总部附近亦有烟花表演，表演结束后北配楼就发生大火。还有目击者称，楼外部装饰板首先着火，火势愈来愈猛烈，烧到大楼中部时开始发生爆炸，并发生局部坍塌，火光呈黄色、青色和黑色等数种色彩，似乎是化学品燃烧所致。
央视北配楼高159米，使灌救变得困难，大火在午夜时分仍未完全救熄，整幢大楼被烧通顶，并曾传出爆炸声。据透露，从火灾现场共救出30多名伤患，分送北京各大医院。当时至少七名消防员被烧伤。据首都医科大学附属北京朝阳医院称，年仅30岁的北京市公安局消防局朝陽支隊紅廟中隊指導員张建勇在救火中殉职，当时兩人已脱离危险，其他人仍在抢救。

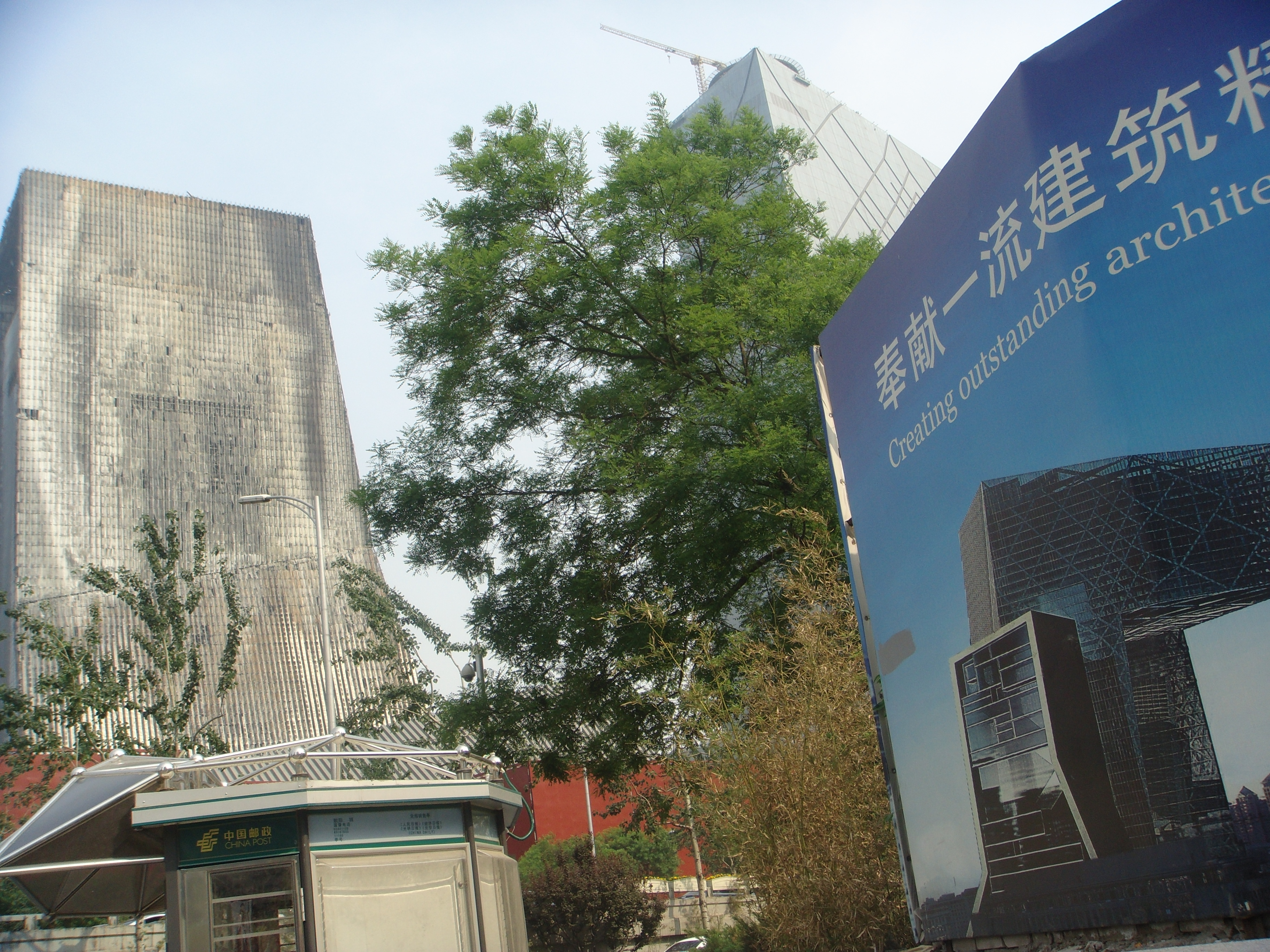
“奉献一流建筑精品”模拟图中的文化中心与火灾后文化中心的对比。

附近的央视新址主楼为北京新地标，因此也使三环主路上近千群众围观。警方对周边道路实施交通管制，疏散车辆与行人。北京地铁10号线当晚受央视新址大楼火灾影响，晚上9时58分全线停止运营，各站封站。
火警救熄后，外墙受损严重，大楼西、南、东侧外墙装修材料过火，火灾未造成主体结构的损坏。

## 后果

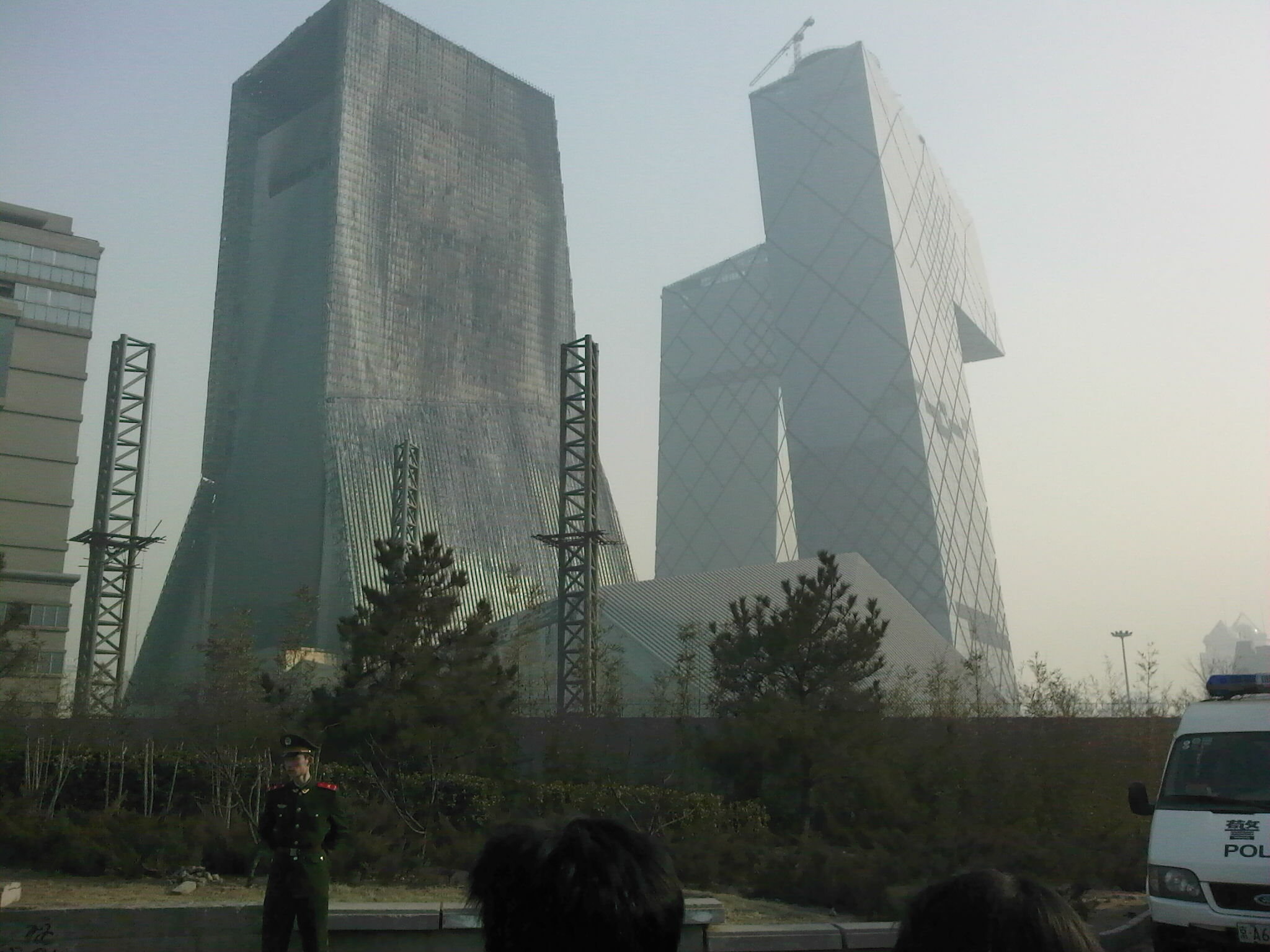
灾后状况

此次火灾后，据专家组初步勘查分析，大楼的外墙保温材料的选取与构造设计存在严重隐患，致使火灾迅速扩散蔓延。
2009年2月10日，央视在《央视网》就此次火灾道歉：“火灾给国家财产造成严重损失，中央电视台深感痛心；给周边群众造成交通拥堵和生活不便，中央电视台表示真诚的道歉。此次火灾仍在进一步调查之中，中央电视台将全力配合有关部门处理好后续相关事宜。”
2009年2月12日，北京市公安局新闻办公室发布，徐威等12人因涉嫌《中華人民共和國刑法》「危险物品肇事罪」，已被刑事拘留；同日，中華人民共和國公安部批准追封张建勇为革命烈士。保险公司认为这是一次人为重大过失，拒绝代为赔偿，所有损失归由央视自负。
2009年2月13日，央视针对此次火災召开高层会议，通报专家组在火灾现场勘察的初步结果，并宣布对徐威给予免除公职处分。2009年2月14日，八宝山殡仪馆举行张建勇告别式。
2009年7月，央视新址幕墙施工方“中山盛兴股份有限公司”副總經理唐珠创、項目部執行經理谷顯樹與質檢員李書志被逮捕。2010年11月18日，北京市第二中級人民法院一审判決，依《中華人民共和國刑法》“生产、销售伪劣产品罪”判处中山盛兴罚金人民幣110万元，唐珠创、谷顯樹與李書志分别被减轻判处有期徒刑四年半、四年以及两年半。2011年3月，北京市高級人民法院終審維持一審原判；但中華人民共和國最高人民法院經過審查認為，此案不能突破法定刑而減輕處罰，而且三名被告“為牟取非法利益，銷售‘以次充好’擠塑板”，故將此案發回北京市第二中級人民法院重審。
2010年2月，中華人民共和國國務院通报此次火災被認定為責任事故，央视副總工程師兼央视新台址建设工程办公室主任徐威、央视新台址建设工程办公室副主任王世榮、“北京央视国金工程管理有限公司”副總經理兼總工程師高宏等44名事故責任人已被移送司法機關依法追究刑事責任，趙化勇被行政降級、黨內嚴重警告處分，央视副台長兼央视新台址建設工程業主委員會常務副主任李曉明被行政撤職、撤銷黨內職務處分。
2012年7月25日，北京市第二中級人民法院落判，中山盛興被處罰金人民幣110萬元，唐珠創、谷顯樹、李書志被分別判處有期徒刑八年、七年半、五年，李書志被認定為從犯而減輕處罰；宣判後，中山盛興表示尊重法院判決，谷顯樹表示不上訴，唐珠創與李書志沒有表態是否要上訴。

## 媒体报道
美联社、路透社、法新社等国际媒体纷纷在第一时间报道了这次火灾，并以较多的篇幅写了中国网民的反应。法新社的标题为《中国网民揶揄CCTV》，其中提到“网民们幸灾乐祸地用图像软件合成巨型机器人和喷火龙攻击央视大楼的画面”。
2009年3月3日的一期《财经》杂志遭到中宣部下令回收，原因是其中报道了中央电视台新楼火灾调查过程中牵涉的央视高层贪腐问题。该日上午，这篇名为《央视大火“烧出”工程腐败，审计署介入》的报道在杂志网站上挂了五个小时后被删除；同时，部分还未送到订户手中的杂志也被要求回收。不过据报道，当时在北京的“两会”代表已经收到了记者派送的这期杂志。几天后，该报道被更名为《央视新址大火余波未了》，在财经网上重新出现。